# Stipe Pletikosa
Stipe Pletikosa (n. 8 ianuarie 1979, Split, Iugoslavia) este un fotbalist croat care evoluează pe postul de portar.

## Cariera la echipă
Pletikosa și-a început cariera de fotbalist în anul 1986 la juniorii lui Hajduk Split. În 1996, la 17 ani, a debutat pentru echipa mare a lui Hajduk Split, pentru care a evoluat până în anul 2003. Pletikosa a bifat 162 de prezențe în tricoul echipei sale, marcând 4 goluri. A câștigat cu Hajduk o ediție a Campionatului Croației, în anul 2001, și două cupe ale Croației, în 2002 și 2003.
În 2003, a fost acontat de către formația ucraineană Șahtior Donețk, alături de Darijo Srna, suma de transfer fiind de 2 milioane de euro.
În primele două sezoane petrecute de Pletikosa la Donețk, a evoluat în doar 28 de partide, astfel că a fost împrumutat la Hajduk Split, fosta sa formație, unde a mai evoluat în 22 de partide în sezonul 2005-2006.
A revenit la Șahtior Donețk după CM, însă a evoluat în doar 3 meciuri înainte să se transfere la Spartak Moscova. De la Donețk, a rămas cu un Campionat al Ucrainei câștigat în 2005 și o Cupă a Ucrainei câștigată în 2004.

## Cariera la națională
A debutat la echipa națională de fotbal a Croației la doar 20 de ani, în anul 1999, într-un meci cu echipa națională de fotbal a Danemarcei. A fost selecționat la Campionatul European de Fotbal sub 21 de ani din 2000, care a avut loc în Slovacia. Din păcate pentru el, a fost desemnat principalul vinovat al eliminării Croației încă din grupe, echipa sa terminând pe ultimul loc în grupă datorită unor gafe venite din partea portarului lui Hajduk.
În anul 2002, Croația s-a calificat la Campionatul Mondial de Fotbal 2002, iar Stipe Pletikosa a fost integralist în toate cele trei partide jucate de echipa sa la acest turneu final: împotriva Italiei, împotriva Mexic și în înfrângerea surprinzătoare cu deja-eliminata Ecuador, care a dat oportunitatea Italiei de a merge mai departe.
Pletikosa a ratat Campionatul European din 2004 din cauza unei accidentări suferite cu câteva zile înaintea turneului final, precum și o mare parte a preliminariilor pentru CM 2006, datorită titularizării lui Tomislav Butina. A revenit în poarta Croației însă la momentul cel mai potrivit: chiar la Campionatul Mondial de Fotbal 2006, unde, la fel ca în 2002, Croația a fost eliminată încă din faza grupelor.
În anul 2008, a fost selecționat la Campionatul European de Fotbal din Austria și Elveția. A evoluat în 3 din cele 4 meciuri susținute de echipa sa la acest turneu final, fiind declarat omul meciului în partida de debut a Croației la Euro 2008, împotriva Austriei. A ajuns cu echipa sa până în sferturi, unde a fost eliminat dramatic de către Turcia.